# Mastignatha incuriosa
Mastignatha incuriosa är en fjärilsart som beskrevs av Dyar 1914. Mastignatha incuriosa ingår i släktet Mastignatha och familjen nattflyn. Inga underarter finns listade i Catalogue of Life.